# P. Quentin

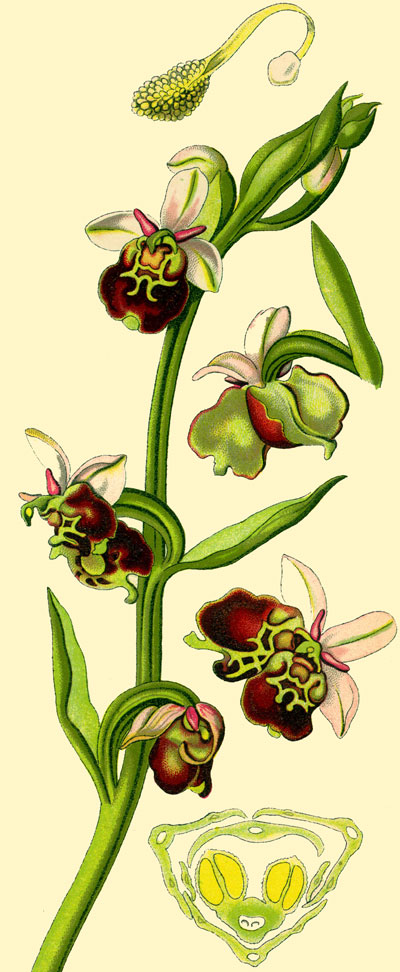
Ophrys fuciflora. En: Flora von Deutschland

Pierre Quentin es un orquideólogo francés.

## Biografía
P. Quentin es uno de los nuevos botánicos franceses que se ha orientado al estudio de las orquídeas europeas y especialmente a las especies de los géneros Epipactis, Ophrys, y Dactylorhiza en los cuales ha revisado y descrito especies, tales como :

- La nueva especie, Dactylorhiza occitanica Quentin, P. (1993).
- Sobralia altissima
- Ophrys iricolor Desfontaines. Quentin, P. (1995)

Junto al también botánico francés R.Engel, P. Quentin ha descrito la especie Epipactis helleborine (L.) Crantz ssp. distans (Arv.-Touv.) R.Engel & Quentin 1996. , de la familia de las Orchidaceae.

En la 18.ª Conferencia Mundial de Orquídeas celebrada en marzo de 2005 en Dijón (Francia) ha sido refrendada y aceptada la proposición de P. Quentin junto con R. Engel:

- El híbrido Ophrys fuciflora (F.W.Schmidt) Moench ssp. annae (Devillers - Tersch & Devillers) R.Engel & Quentin.

## Obras
- 1993. "Synopsis des Orchidées européennes", Quentin, P. Cahiers de la Société Française d´Orchidophilie

- 1994. "Synopsis des Orchidées Européennes". N.º 2 de Cahiers de la Société Française d'Orchidophilie. 2.ª ed. de Soc. Française d'Orchidophilie, 141 pp. ISBN 2905734051

- 1995. "Synopsis des Orchidées européennes", 2.ª ed. revisada y corregida

- La abreviatura «Quentin» se emplea para indicar a P. Quentin como autoridad en la descripción y clasificación científica de los vegetales.[1]